# Rohinton Mistry
Rohinton Mistry (Mumbai, 3 luglio 1952) è uno scrittore canadese di origini indiane.
È stato finalista del Booker Prize con tre dei suoi romanzi, Un lungo viaggio, Un perfetto equilibrio e Questioni di famiglia, quest'ultimo considerato anche nella selezione finale del James Tait Black Memorial Prize.
La raccolta di racconti Firozsha Baag in Italia è stata tradotta nel 2016 da Chiara Vatteroni col titolo Lezioni di nuoto.

## Opere
- Firozsha Baag (Tales from Firozsha Baag, 1987, pubblicato anche con il titolo Swimming Lessons and Other Stories from Firozsha Baag)
- Un lungo viaggio (Such a Long Journey, 1991)
- Un perfetto equilibrio (A Fine Balance, 1995)
- Questioni di famiglia (Family Matters, 2002)
- The Scream (2006)
- Lezioni di nuoto (Firozsha Baag, 2016)